# Джирард (Канзас)
Джирард (англ. Girard) — город и административный центр округа Крофорд, штат Канзас, США. По данным переписи 2020 года, население города составляло 2496 человек.

## История
Джирард был основан весной 1868 года и назван в честь города Джирард, штат Пенсильвания. Первое почтовое отделение в Джирарде было открыто в сентябре 1868 года, а первый банк появился в июне 1871 года. Со временем рядом с городом стала развиваться угольная промышленность, которая просуществовала до 1960-х годов. В настоящее время большинство угольных карьеров заполнены водой и служат местом для рыбалки. В настоящее время в экономике города преобладает сельское хозяйство.
В Национальный реестр исторических мест США включены три объекта из Джирард: Первая пресвитерианская церковь (1887), Епископальная церковь святого Иоанна (1888), в которой размещается Музей истории Джирарда, и Публичная библиотека Джирарда.

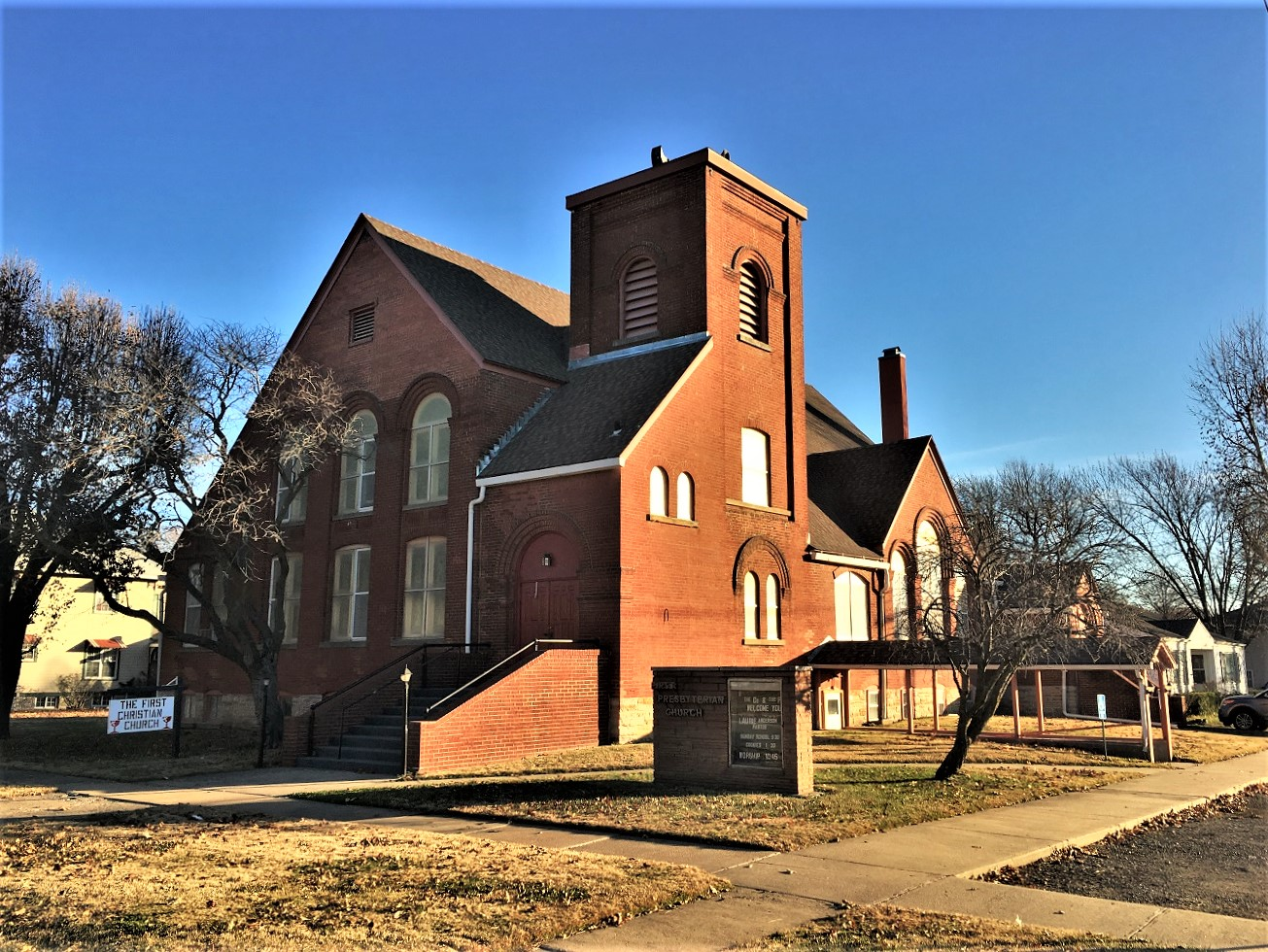
Первая пресвитерианская церковь
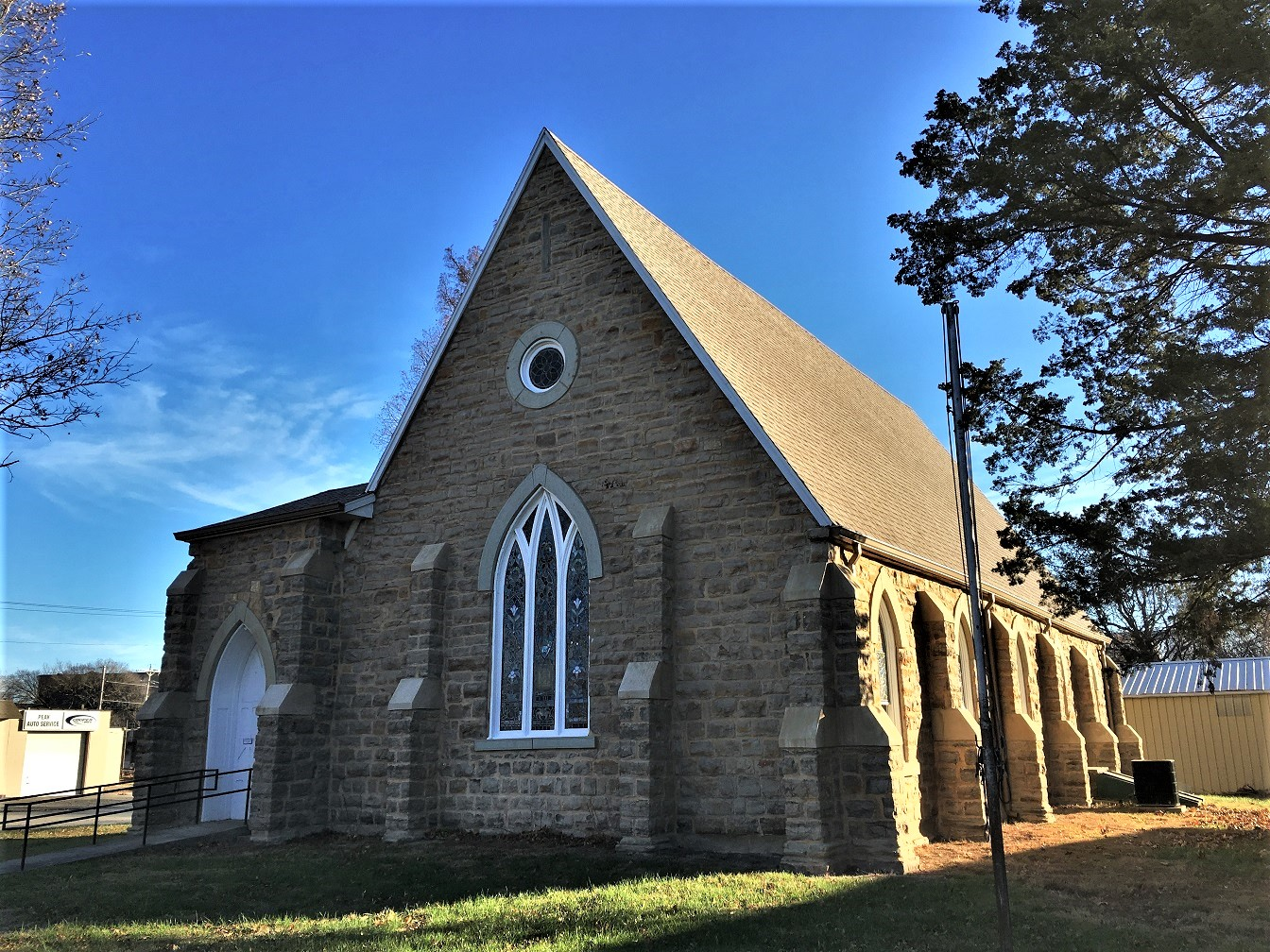
Епископальная церковь святого Иоанна

## География
По данным Бюро переписи населения США, общая площадь города составляет 6,32 км². Город расположен в пологой холмистой прерии в центре округа.
Климат в этом регионе характеризуется жарким и влажным летом и, как правило, мягкой или прохладной зимой. Согласно системе классификации климата Кёппена, в Джирарде влажный субтропический климат.

## Демография
По переписи 2020 года, общая численность населения составила 2496 человек.
Распределение населения по расовому признаку:
- белые — 88,94 %
- латиноамериканцы — 2,64 %[15]
- афроамериканцы — 1,92 %
- коренные народы США — 0,96 %
- азиаты — 0,44 % и др[16].